# Цетиозавр
Цетиозавр (лат. Cetiosaurus, от др.-греч. κῆτος — кит и σαῦρος — ящерица) — род ящеротазовых динозавров из группы Eusauropoda, обитавших в юрский — меловой периоды (174,1—122,46 млн лет назад). Остатки известны из отложений Европы и Северной Африки.

## Описание

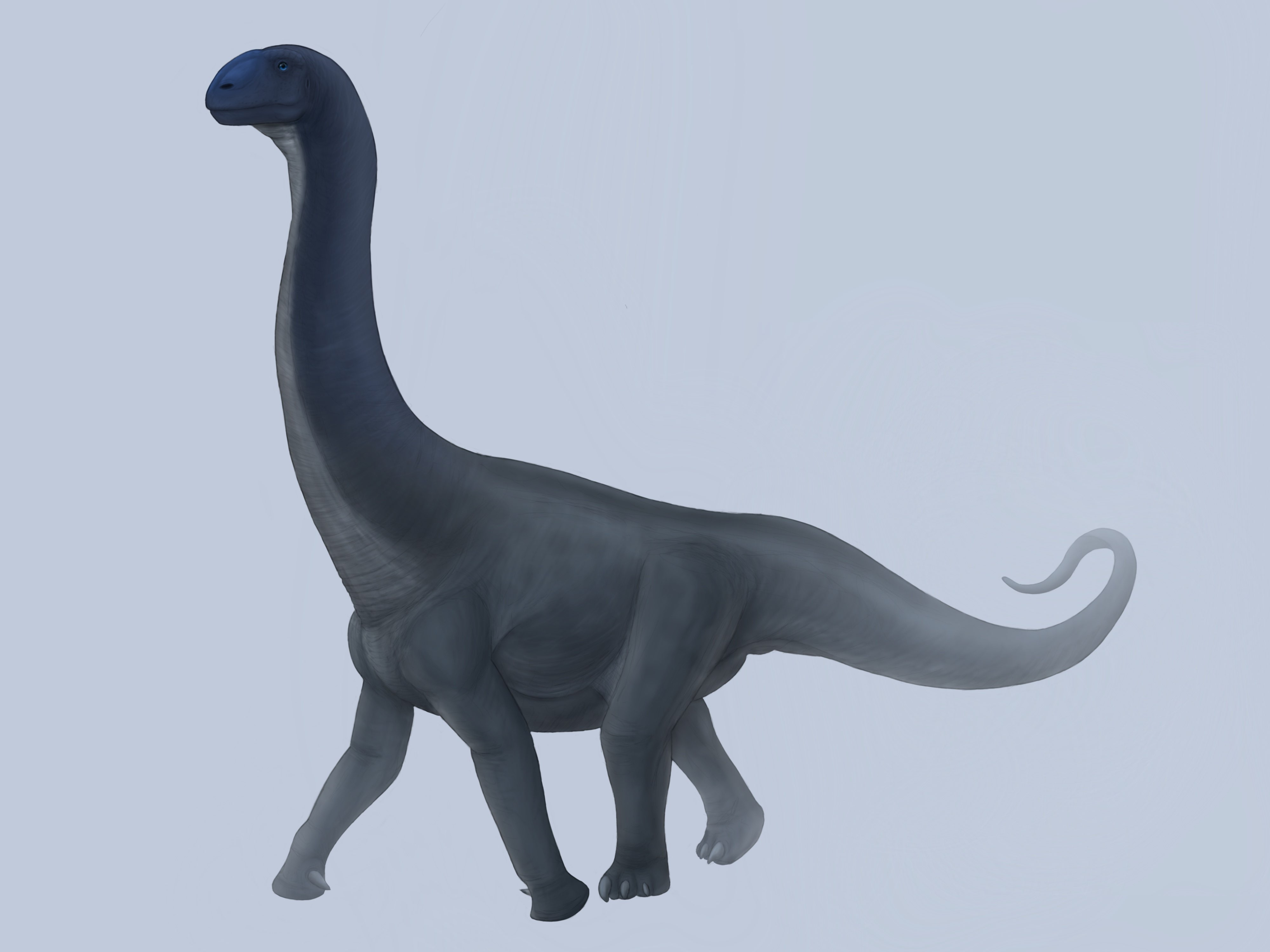
Реконструкция внешнего облика цетиозавра

Цетиозавры достигали 18 м в длину. Его шея была примерно такой же длины как и туловище. Хвост был значительно длиннее и включал в себя около 40 позвонков. Спинные позвонки были утяжелёнными, в отличие от полых позвонков других зауроподов, таких как брахиозавр. Предплечье было длиннее, чем у других зауроподов. Длина бедра цетиозавра — около 1,8 м.

## Находки
Cetiosaurus является первой находкой среди зауроподов, также является самым известным зауроподом из Англии. Окаменелости, найденные в Англии, состоят из позвонков, ребра и кости предплечья. Были обнаружены на острове Уайт, и названы английским биологом и палеонтологом сэром Ричардом Оуэном в 1841 году, за год до того, как он ввёл термин динозавры.
Ископаемые остатки представителей рода найдены, кроме Англии, ещё в Испании, Франции и Марокко.

## Классификация
По данным сайта Fossilworks, на сентябрь 2016 года в род включают 3 вымерших вида:
- Cetiosaurus brachyurus Owen, 1842
- Cetiosaurus oxoniensis (Phillips, 1871) [syn. Ceteosaurus giganteus (Owen, 1870), Ceteosaurus oxoniensis Phillips, 1871, orth. var., Cetiosaurus giganteus Owen, 1870, Ornithopsis oxoniensis (Phillips, 1871)] — предложен как новый типовой вид
- Cetiosaurus philippsii Sauvage, 1880

Два биномена включены в род, но имеют статус nomen dubium: Cetiosaurus brevis Owen, 1842typus и Cetiosaurus mogrebiensis De Lapparent, 1955. Ещё 4 биномена с тем же статусом относятся к инфаотряду зауроподов: Cetiosaurus epioolithicus Owen, 1842, Cetiosaurus hypoolithicus Owen, 1842, Cetiosaurus longus Owen, 1842, Cetiosaurus medius Owen, 1842.